# Kloster Rudi

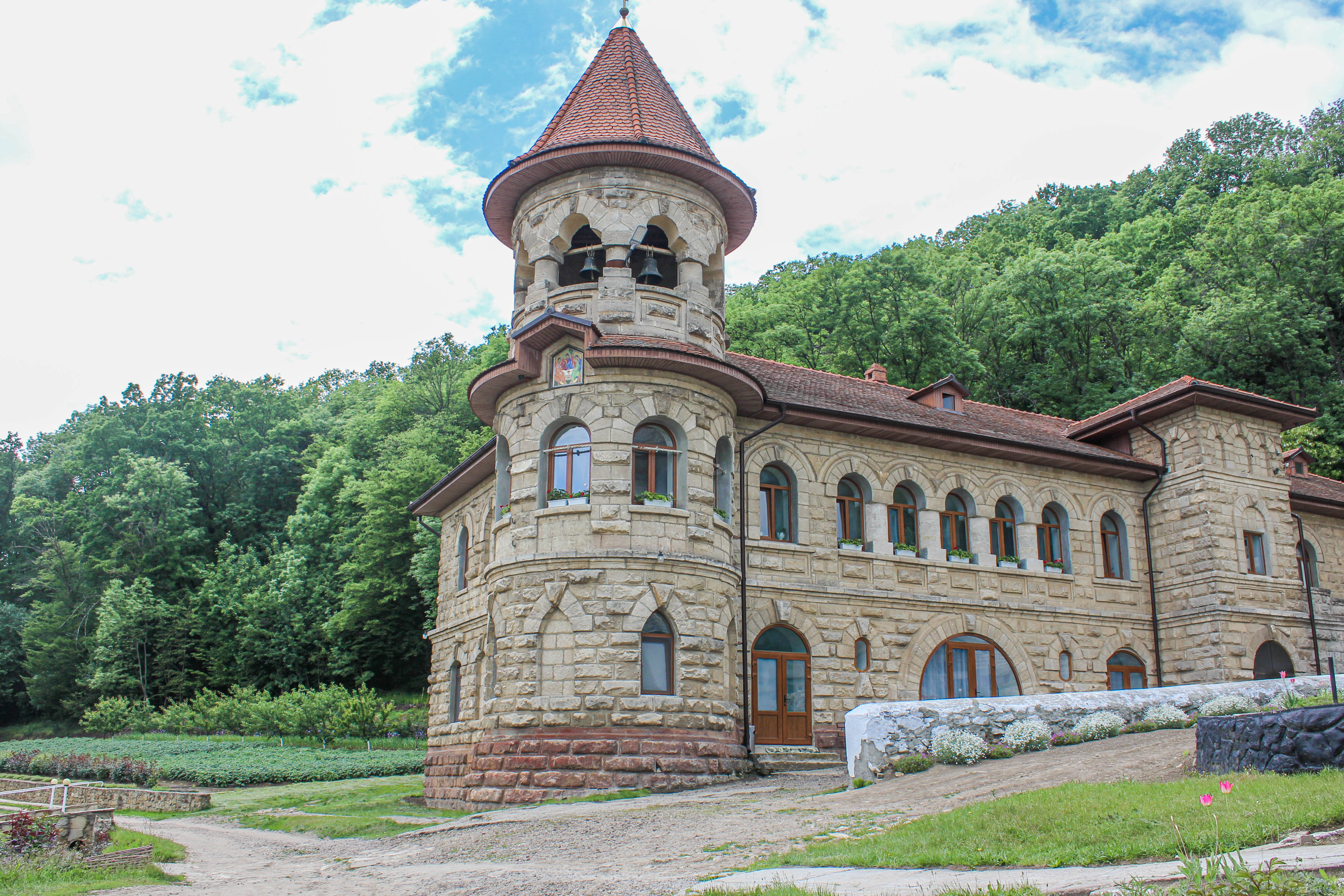
Kloster Rudi

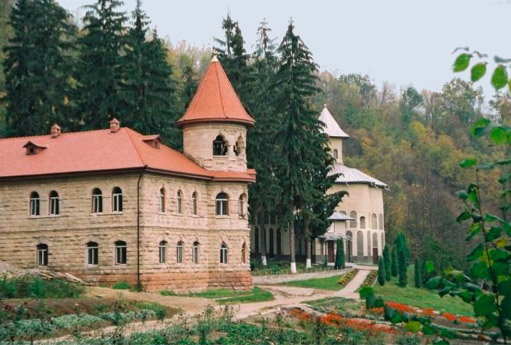
Rudi, Kloster und Kirche

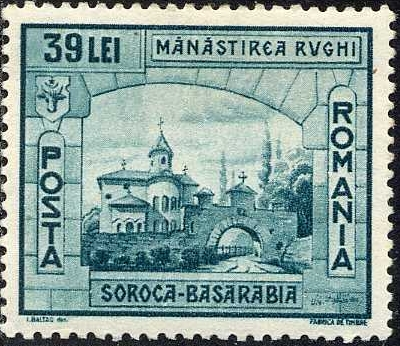
Das Kloster auf einer rumänischen Briefmarke aus dem Jahr 1941

Das Kloster Rudi (rumänisch: Mănăstirea Rudi “Sfânta Treime”, ukrainisch: Рудський монастир) ist ein orthodoxes Kloster in Rudi (historisch auch: Rughi) im Rajon Soroca in der Republik Moldau. Es gehört zur Moldauisch-Orthodoxen Kirche, die dem Moskauer Patriarchat untersteht.

## Lage
Das der Dreieinigkeit geweihte Kloster liegt 170 km von Chișinău entfernt nördlich der Ortschaft Rudi. Es gehört zur Diözese Chișinău.

## Anlage und Bauten
Das im Jahr 1772 oder 1777 gegründete Kloster besteht aus der Dreieinigkeitskirche (Sfânta Treime), die dem Typ der traditionellen moldauischen Kirchen mit drei Konchen angehört. Die östliche Konche, die den Altarraum bildet, und die beiden seitlichen Konchen sind von gleichem Durchmesser und gleicher Höhe. Der vom Babinez gebildete Westarm ist vom Schiff durch eine dreifache Arkade abgetrennt; an ihn schließt nördlich ein später angebauter Raum mit einem Eingang an. Zur Empore führt eine Treppe in der Westwand des Vorraums. Der zentrale Raum wird von einem gestreckten achteckigen Tambour gekrönt, der mit einem hohen Zeltdach abgeschlossen ist. Die Wände schmücken flache Bogennischen in zweizoniger Anordnung.
Das Kloster ist als Architekturdenkmal von nationaler Bedeutung eingetragen.